# Jogos Europeus em Pista Coberta de 1968
Os Jogos Europeus em Pista Coberta de 1968 foram a 3º edição dos jogos, sendo realizado no Palacio de Deportes em Madri na Espanha entre 9 e 10 de março de 1968. Foram realizadas 23 provas. 

## Medalhistas

### Masculino
| Evento               | Ouro                                                                                      | Ouro     | Prata                                                                                        | Prata  | Bronze                                                                                        | Bronze |
| 50 m                 | Jobst Hirscht (FRG)                                                                       | 5.77     | Bob Frith (GBR)                                                                              | 5.83   | Günter Gollos (GDR)                                                                           | 5.83   |
| 400 m                | Andrzej Badeński (POL)                                                                    | 47.09u   | Aleksandr Bratchikov (URS)                                                                   | 47.3   | Jan Balachowski (POL)                                                                         | 47.3   |
| 800 m                | Noel Carroll (IRL)                                                                        | 1:56.66u | Alberto Estebán (ESP)                                                                        | 1:57.7 | Sergey Kryuchok (URS)                                                                         | 1:58.1 |
| 1500 m               | John Whetton (GBR)                                                                        | 3:50.99  | José María Morera (ESP)                                                                      | 3:51.7 | Igor Potapchenko (URS)                                                                        | 3:51.9 |
| 3000 m               | Viktor Kudinskiy (URS)                                                                    | 8:10.27  | Bernd Diessner (GDR)                                                                         | 8:11.8 | Wolfgang Zur (FRG)                                                                            | 8:11.8 |
| 50 m barreiras       | Eddy Ottoz (ITA)                                                                          | 6.57     | Günther Nickel (FRG)                                                                         | 6.68   | Milan Kotík (TCH)                                                                             | 6.73   |
| salto em altura      | Valeriy Skvortsov (URS)                                                                   | 2.17 =   | Valentin Gavrilov (URS)                                                                      | 2.17 = | Kenneth Lundmark (SWE)                                                                        | 2.14   |
| salto com vara       | Wolfgang Nordwig (GDR)                                                                    | 5.20     | Gennadiy Bliznetsov (URS)                                                                    | 5.10   | Jörge Milack (GDR)                                                                            | 5.00   |
| salto em comprimento | Igor Ter-Ovanesyan (URS)                                                                  | 8.16     | Tõnu Lepik (URS)                                                                             | 7.87   | Bernhard Stierle (FRG)                                                                        | 7.59   |
| triplo salto         | Nikolay Dudkin (URS)                                                                      | 16.71    | Viktor Sanyeyev (URS)                                                                        | 16.69  | Luis Felipe Areta (ESP)                                                                       | 16.47  |
| lançamento do peso   | Heinfried Birlenbach (FRG)                                                                | 18.65    | Władysław Komar (POL)                                                                        | 18.40  | Nikolay Karasyov (URS)                                                                        | 18.35  |
| estafeta 4x364 m     | Polônia · Waldemar Korycki · Jan Balachowski · Jan Werner · Andrzej Badeński              | 2:48.9   | Alemanha Ocidental · Horst Daverkausen · Peter Bernreuther · Ingo Roper · Martin Jellinghaus | 2:49.7 | União Soviética · Boris Savchuk · Vassiliy Anisimov · Sergey Abalichin · Aleksandr Bratchikov | 2:51.1 |
| medley relay 1800 m  | União Soviética · Alexander Lebedyev · Boris Savchuk · Igor Potapchenko · Sergey Kryuchek | 3:52.2   | Poland · Marian Dudziak · Waldemar Korycki · Andrzej Badeński · Edmund Borowski              | 3:54.6 | Spain · José Luis Sánchez-Paraiso · Ramon Magarinos · Alfonso Gabernet · José María Reina     | 4:02.8 |
| estafeta 3x1000 m    | União Soviética · Michail Shelobovskiy · Oleg Rayko · Anatoliy Verlan                     | 7:13.6   | Spain · Alberto Esteban · Enrique Bondia · Virgilio González                                 | 7:23.6 | Tchecoslováquia · Pavel Hruska · Ján Kasal · Miroslav Juza                                    | 7:40.2 |

### Feminino
| Evento               | Ouro                                                                                   | Ouro    | Prata                                                                                  | Prata                      | Bronze                         | Bronze                         |
| 50 m                 | Sylviane Telliez (FRA)                                                                 | 6.29    | Erika Rost (FRG)                                                                       | 6.43                       | Hannelore Trabert (FRG)        | 6.46                           |
| 400 m                | Natalya Pechonkina (URS)                                                               | 55.29   | Gisela Köpke (FRG)                                                                     | 56.2                       | Tatyana Arnautova (URS)        | 56.3                           |
| 800 m                | Karin Burneleit (GDR)                                                                  | 2:07.65 | Alla Kolesnikova (URS)                                                                 | 2:08.3                     | Valentina Lukyanova (URS)      | 2:09.4                         |
| 50 m barreiras       | Karin Balzer (GDR)                                                                     | 7.08    | Bärbel Weidlich (GDR)                                                                  | 7.12                       | Lyudmila Iyevleva (URS)        | 7.14                           |
| salto em altura      | Rita Schmidt (GDR)                                                                     | 1.84    | Virginia Bonci (ROM)                                                                   | 1.76                       | Antonina Okorokova (URS)       | 1.76                           |
| salto em comprimento | Berit Berthelsen (NOR)                                                                 | 6.43    | Bärbel Löhnert (GDR)                                                                   | 6.23                       | Viorica Viscopoleanu (ROM)     | 6.23                           |
| lançamento do peso   | Nadezhda Chizhova (URS)                                                                | 18.18   | Margitta Gummel (GDR)                                                                  | 17.62                      | Marita Lange (GDR)             | 17.19                          |
| estafeta 4x182 m     | Alemanha Ocidental · Renate Meyer · Hannelore Trabert · Christa Elsler · Erika Rost    | 1:28.8  | Apenas uma equipe terminou                                                             | Apenas uma equipe terminou | Apenas uma equipe terminou     | Apenas uma equipe terminou     |
| medley relay 1820 m  | União Soviética · Liliya Tkachenko · Vera Popkova · Nadeshda Syeropegina · Anna Zimina | 4:28.4  | Tchecoslováquia · Eva Putnová · Vlasta Seifertová · Libuše Macounová · Emilie Ovadková | 4:39.0                     | Apenas duas equipes terminaram | Apenas duas equipes terminaram |

## Quadro de medalhas
| Ordem | País               | Medalha de ouro | Medalha de prata | Medalha de bronze | Total |
| ----- | ------------------ | --------------- | ---------------- | ----------------- | ----- |
| 1     | União Soviética    | 9               | 6                | 8                 | 23    |
| 2     | Alemanha Oriental  | 4               | 4                | 3                 | 11    |
| 3     | Alemanha Ocidental | 3               | 4                | 3                 | 10    |
| 4     | Polônia            | 2               | 2                | 1                 | 5     |
| 5     | França             | 1               | 0                | 0                 | 1     |
| 5     | Irlanda            | 1               | 0                | 0                 | 1     |
| 5     | Itália             | 1               | 0                | 0                 | 1     |
| 5     | Noruega            | 1               | 0                | 0                 | 1     |
| 9     | Espanha            | 0               | 3                | 2                 | 5     |
| 10    | Tchecoslováquia    | 0               | 1                | 2                 | 3     |
| 11    | Romênia            | 0               | 1                | 1                 | 2     |
| 12    | Reino Unido        | 0               | 1                | 0                 | 1     |
| 13    | Suécia             | 0               | 0                | 1                 | 1     |

Legenda
| Recorde mundial       | Recorde mundial (World record)               |                       | Recorde africano                      | Recorde africano (African) |                                           | Q | Classificado por posição (Qualified) |
| Recorde do campeonato | Recorde do campeonato (Championship record)  | Recorde da América    | Recorde da América (Americas)         | q                          | Classificado por melhor tempo (Qualified) |   |                                      |
| Melhor marca do ano   | Melhor marca do ano (World leading)          | Recorde asiático      | Recorde asiático (Asian)              | DNS                        | Não largou (Did not start)                |   |                                      |
| Recorde nacional      | Recorde nacional (National record)           | Recorde europeu       | Recorde europeu (European)            | DNF                        | Não terminou (Did not finish)             |   |                                      |
| Recorde pessoal       | Recorde pessoal do atleta (Personal best)    | Recorde da Oceania    | Recorde da Oceania (Oceania)          | DSQ / DQ                   | Desclassificado (Disqualified)            |   |                                      |
| Recorde da temporada  | Recorde da temporada do atleta (Season best) | Recorde sul-americano | Recorde sul-americano (South America) | NM                         | Sem marca (No mark)                       |   |                                      |